# 약속의 땅 (1975년 영화)
약속의 땅(폴란드어: Ziemia obiecana, 영어: The Promised Land)은 폴란드에서 제작된 안제이 바이다 감독의 1975년 드라마 영화이다. 브와디스와프 레이몬트의 동명의 소설을 바탕으로 제작되었다. 다니엘 올브리츠키 등이 주연으로 출연하였다.

## 출연

### 주연
- 다니엘 올브리츠키
- 보이체흐 스조니악
- 안제이 세베린

## 제작진
- 원작자: 부아디수아프 스타니슬라프 레이몬트